# Babelsberg
Babelsberg ist der größte Gemeindeteil der Stadt Potsdam. Die Stadtverwaltung gliedert ihn in die statistischen Stadtteile Babelsberg Nord, Babelsberg Süd und Klein Glienicke. Diese haben zusammen rund 25.000 Einwohner (Stand 2020). Bedeutung über die Grenzen Potsdams hinaus hat Babelsberg durch den Park Babelsberg und das darin befindliche ehemals kaiserliche Schloss Babelsberg. Weltweit steht Babelsberg als Synonym auch für die Medienstadt Babelsberg, ein Gebiet innerhalb des Stadtteils, in dem sich das Studio Babelsberg, der Filmpark Babelsberg, der Rundfunk Berlin-Brandenburg (rbb), die Filmuniversität Babelsberg „Konrad Wolf“, die UFA und zahlreiche weitere Institutionen und Unternehmen der Medienbranche befinden.

Übersichtskarte zur Gliederung Potsdams

## Geschichte

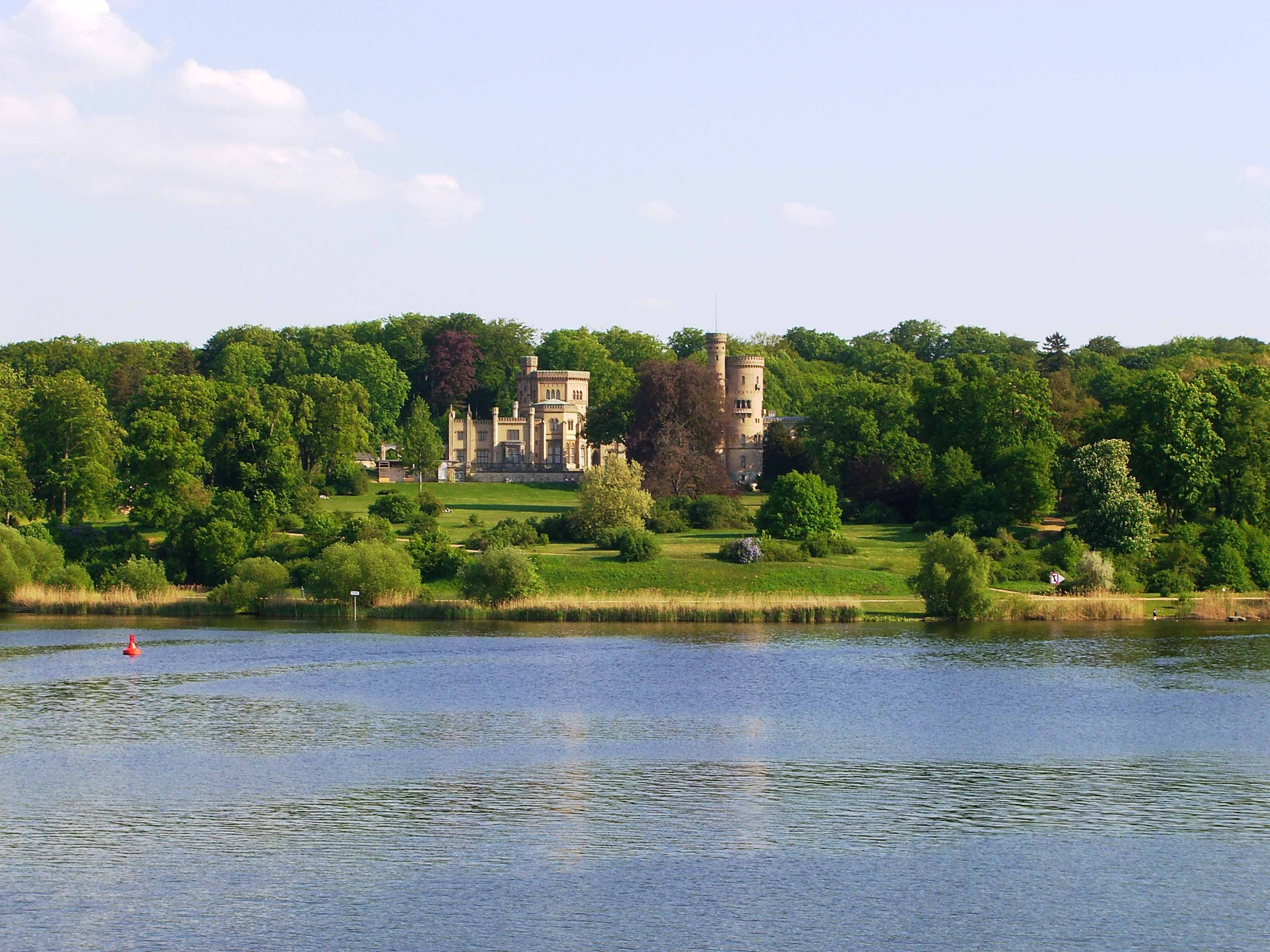
Schloss Babelsberg

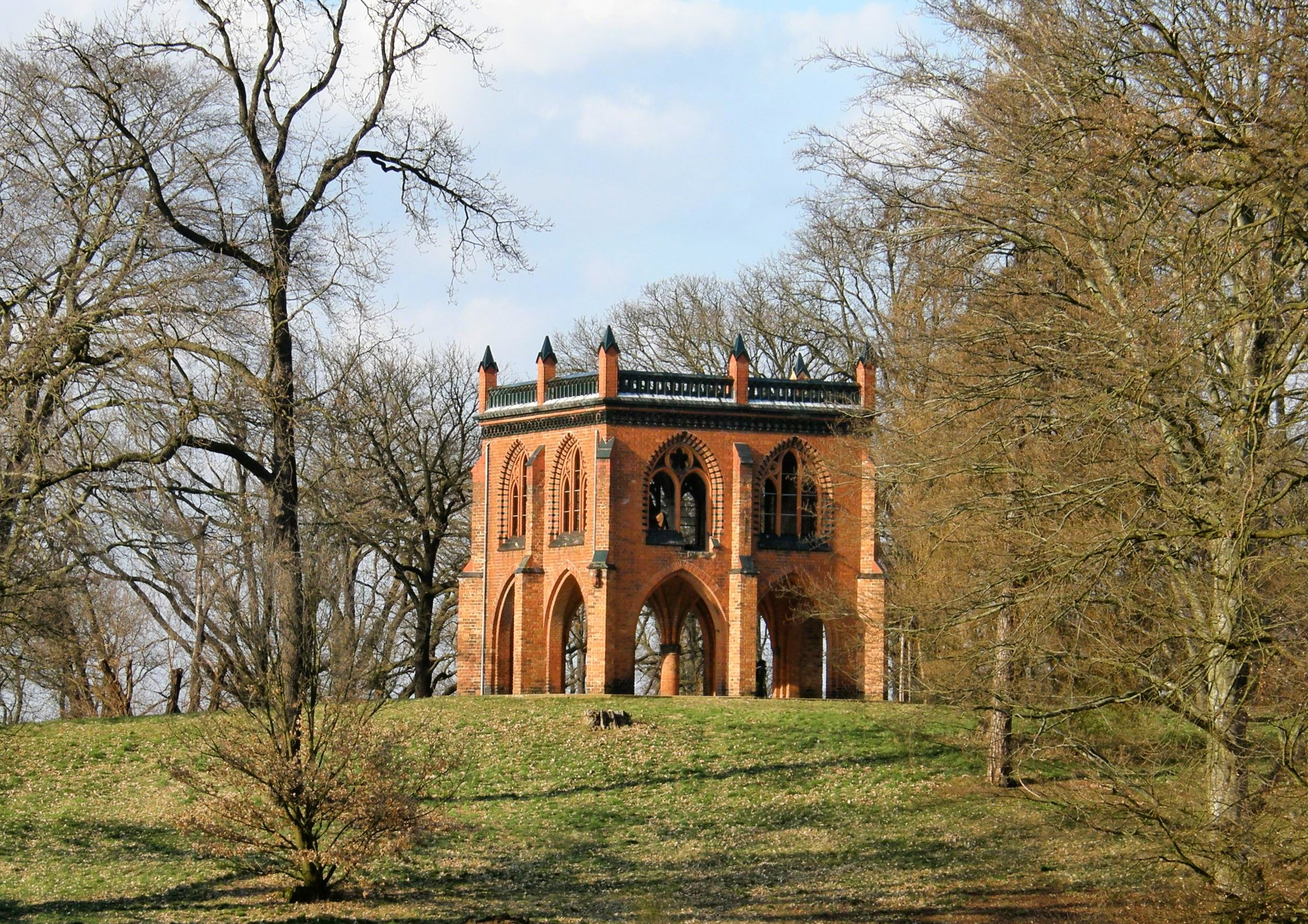
Die ehemalige Berliner Gerichtslaube im Park Babelsberg

### Neuendorf und Nowawes von der Gründung bis 1939

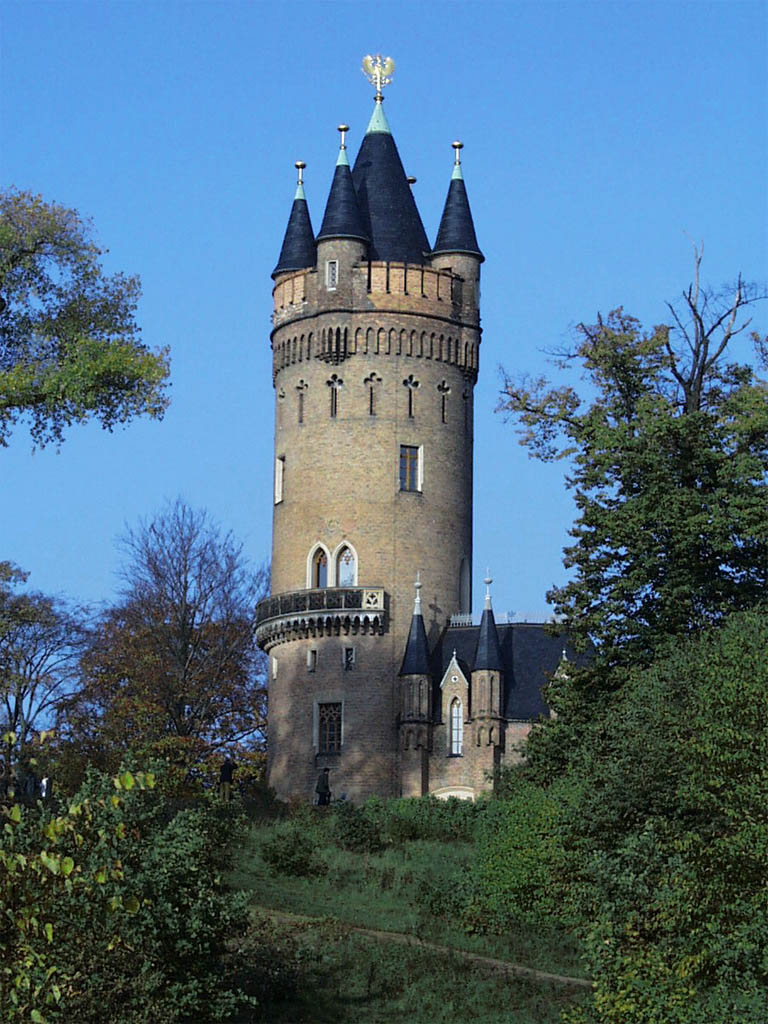
Der Flatowturm im Park Babelsberg

Die erste Ansiedlung auf dem Gebiet des heutigen Potsdamer Stadtteils Babelsberg war das auf einer Erhebung in der Nutheniederung gelegene Dorf Neuendorf (slawisch „Nova Ves“), wodurch sich die spätere Bezeichnung Nowawes erklärt. Der Ort lag südlich einer 77 Meter hohen Erhebung, die slawisch Buberow („Ort, wo es Biber gibt“) hieß, woraus später der deutsche Name Baberberg und schließlich Babelsberg wurde. Neuendorf war ein Rundplatzdorf mit einer Kirche auf dem Anger. Das im Landbuch Kaiser Karls IV. von 1375 erwähnte Dorf wurde mehrfach verpfändet und im Dreißigjährigen Krieg stark beschädigt.
Erst ab 1750 kamen neue Siedler in die Gegend: protestantische Glaubensflüchtlinge aus Böhmen, die wegen der strikten Gegenreformation unter Maria Theresia ins evangelische Preußen übersiedelten. Friedrich II. ließ in der Nähe von Neuendorf eine Siedlung an der Peripherie zweier königlicher Landstraßen bauen. Die eingewanderten böhmischen Weber nannten ihre neben Neuendorf angelegte Kolonie Nowawes (böhmische Übersetzung von Neuendorf). Beide Orte blieben über 150 Jahre selbstständige Gemeinden: Neuendorf mit seinen deutschen Bauern und Nowawes mit seinen hauptsächlich böhmischen Webern.

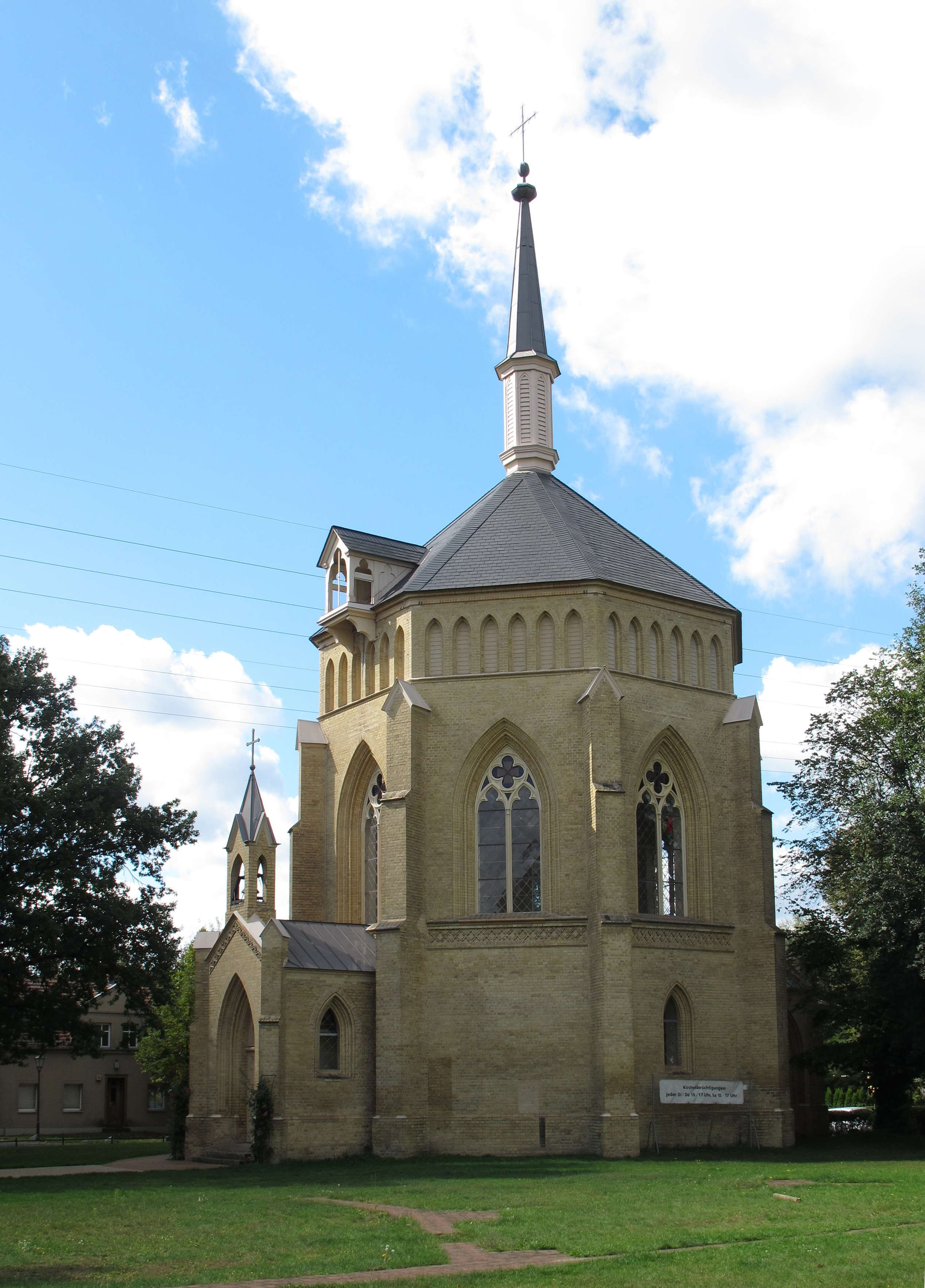
Alte Neuendorfer Kirche

Für den preußischen Prinzen Wilhelm (den späteren Kaiser Wilhelm I.) wurde ab 1833 das Schloss Babelsberg errichtet. Dieses wurde nach dem Hügel benannt, auf dem es steht. 1862 erhielten Neuendorf und Nowawes eine gemeinsame Bahnstation – zunächst für die königlichen Hofzüge, später auch für den regulären Personenverkehr – den heutigen S-Bahnhof Babelsberg. Ab 1871 entstand am Fuße des Babelsbergs auf dem Gemeindegebiet von Klein Glienicke zwischen Nowawes und dem Griebnitzsee zusätzlich die Villenkolonie Neubabelsberg.
Im Jahr 1907 vereinten sich die beiden Gemeinden Neuendorf und Nowawes, deren Bevölkerung im Zuge der Industrialisierung stark angewachsen war, zur Landgemeinde Nowawes. 1924 bekam Nowawes das Stadtrecht, drei Jahre später zählte die Stadt über 27.000 Einwohner. Die Gemeinde Klein Glienicke benannte sich 1925 in Neubabelsberg um.
Nowawes und die Gemeinde Neubabelsberg wurden am 1. April 1938 zusammengeschlossen. Dabei wurde der böhmische Name „Nowawes“ von den Nationalsozialisten geändert. Die Stadt erhielt den Namen Babelsberg und war die größte Stadt im Landkreis Teltow, bis sie bereits am 1. April 1939 in die kreisfreie Stadt Potsdam eingegliedert wurde und dort seitdem den größten Stadtteil bildet.

### Babelsberg als Stadtteil von Potsdam (seit 1939)
Vom 1. Juli 1944 bis März 1945 bestand in Babelsberg ein Außenlager des KZ Sachsenhausen. Darüber hinaus waren seit 1941 etwa 7.000 Zwangsarbeiter, vor allem aus Osteuropa, in Babelsberger Betrieben tätig. Sie waren unter erniedrigenden Bedingungen in Barackenlager untergebracht.
Am Ende des Zweiten Weltkrieges beseitigten die Kommunisten Heinrich Eichler und Alfred Lehnert mit Unterstützung durch sowjetische Zwangsarbeiter heimlich eine Panzersperre auf der Straße von Güterfelde nach Babelsberg, wodurch die kampflose Einnahme des Ortes durch die Rote Armee erleichtert wurde.

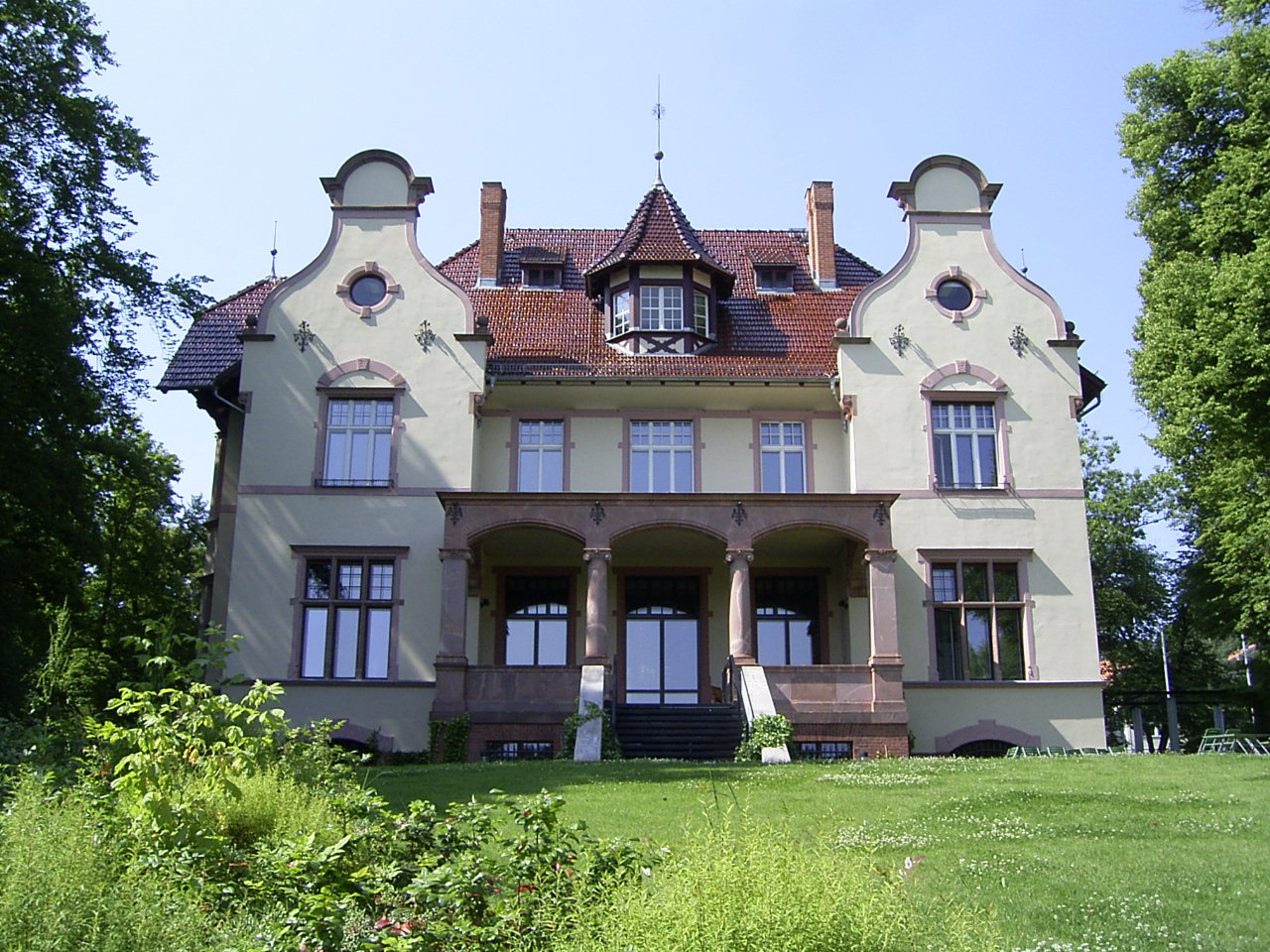
Truman-Villa in Neubabelsberg, heute Sitz der Friedrich-Naumann-Stiftung

Im Rahmen der Potsdamer Konferenz vom 17. Juli bis 2. August 1945 quartierten sich Josef Stalin, Harry S. Truman und Winston Churchill in der Villenkolonie Neubabelsberg ein. Auch nach der Konferenz blieben Teile von Babelsberg in sowjetischer Hand. Am Bahnhof Griebnitzsee befand sich bis wahrscheinlich 1951/52 der Sitz des Oberkommandos der Gruppe der sowjetischen Besatzungstruppen in Deutschland. Potsdam-Babelsberg hatte eine direkte Grenze zu West-Berlin, deshalb verliefen Teile der Berliner Mauer auch auf Babelsberger Gebiet. Bemerkenswert ist die westliche Halbexklave Steinstücken, diese war während der deutschen Teilung bis zu einem Gebietsaustausch 1972 als echte Exklave von Babelsberger Gebiet umschlossen, gehörte aber zu West-Berlin.
Von 1953 bis 1990 war Babelsberg Sitz der Akademie für Staats- und Rechtswissenschaft der DDR.

## Wirtschaftsgeschichte

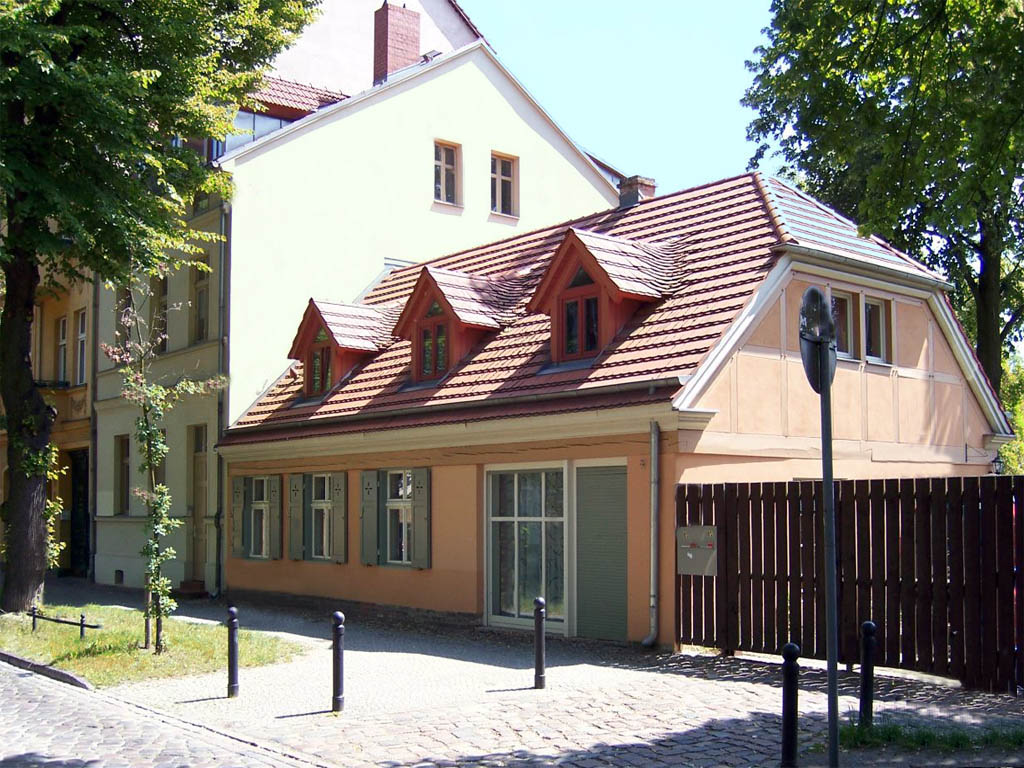
Weberhaus

Nordöstlich des alten Dorfes Neuendorf gründete Friedrich der Große 1751 für evangelische Glaubensflüchtlinge aus Böhmen die Weber- und Spinnerkolonie (Weberviertel) Nowawes. Sie sollten Baumwolle verarbeiten und Seide produzieren. In der zweiten Hälfte des 19. Jahrhunderts entwickelte sich Nowawes zum Industriestandort. Die vor allem an der Nuthe und an der Eisenbahnstrecke Berlin–Potsdam entstehende Textilindustrie führte bald zu einer Verschmelzung mit dem alten Dorf Neuendorf.

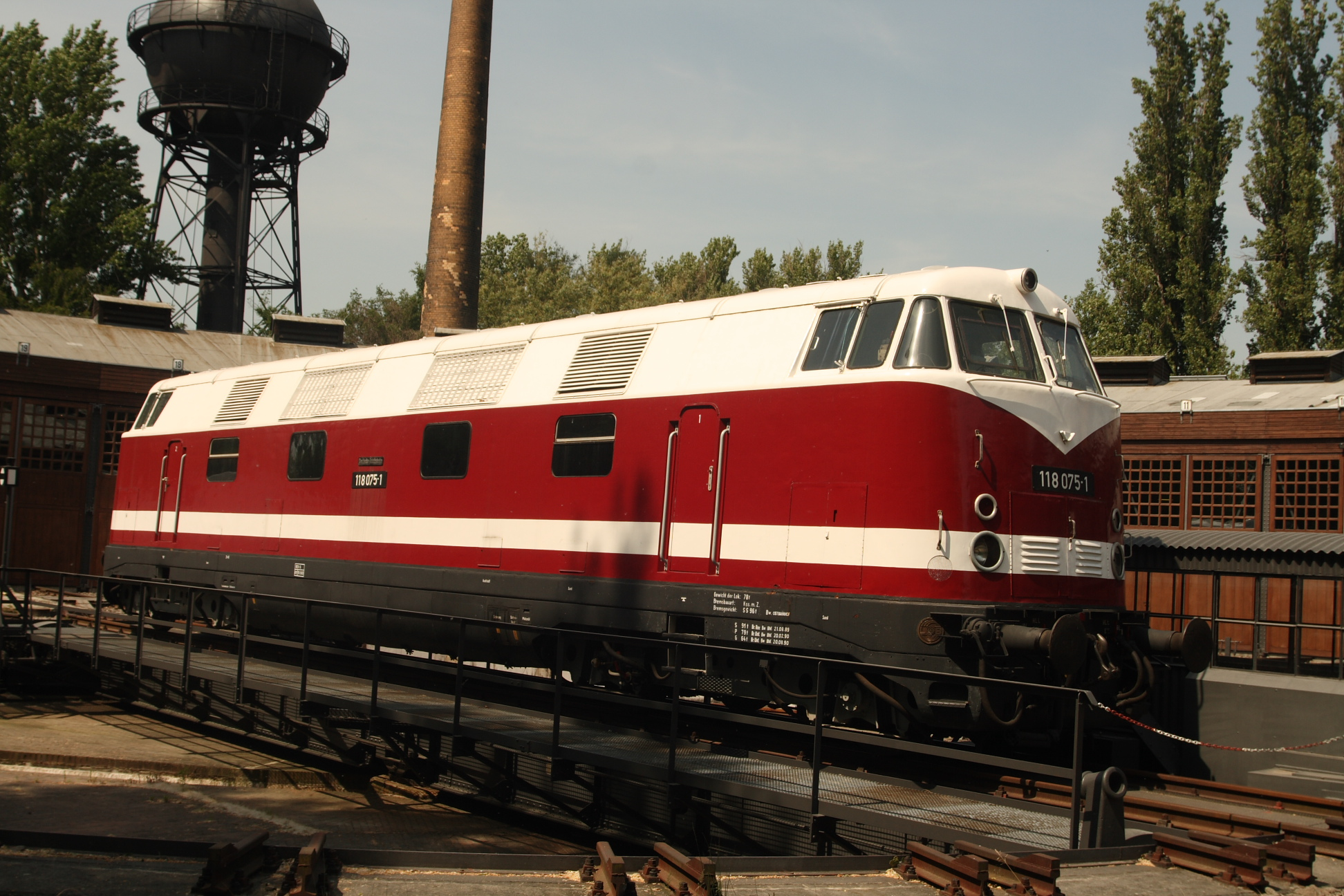
Lok der DR-Baureihe V 180

Mit der Industrialisierung im Großraum Berlin in der zweiten Hälfte des 19. Jahrhunderts siedelten sich auch im Umland Zweigwerke an. In der Nähe des Bahnhofs Drewitz, auf Neuendorfer Gelände, errichtete die Berliner „Märkische Lokomotivfabrik Orenstein & Koppel OHG“ 1899 eine Niederlassung mit einer umfangreichen Kesselschmiedeanlage. Das Werk war unter der Bezeichnung „AG für Feld- & Kleinbahnen-Bedarf, vormals Orenstein & Koppel“ bis zum Zweiten Weltkrieg ein großer Lokomotivhersteller für Feldbahn- und Baulokomotiven sowie für Rüstungsgüter wie Lafetten für Panzerabwehrkanonen. Im Ergebnis der Judenverfolgung wurden die Erben der Lokomotivfabrik durch die Nationalsozialisten enteignet und 1940 das Unternehmen in „Maschinenbau und Bahnbedarf AG“ umbenannt. Auch andere Babelsberger Betriebe wie die Arado Flugzeugwerke produzierten in dieser Zeit überwiegend Rüstungsgüter.
Ab 1947 wurde der Lokomotivbau wiederaufgenommen, 1948 erfolgte die Umbenennung in „LOWA Lokomotivbau Karl Marx Babelsberg“ (LKM). Bis 1976 wurde der Lokomotivbau eingestellt. Parallel kam es zur grundlegenden Änderung der Produktionslinie, das Werk erhielt den neuen Namen „VEB Kombinat Luft- und Kältetechnik, Betrieb Karl Marx, Babelsberg“. Parallel dazu entstand der Maschinenbau Karl Marx Babelsberg, der im Kombinat TAKRAF eingebunden war. Er stellte auf Basis der IFA W50 Autokrane her.
Heute befindet sich auf dem ehemaligen Industriegelände ein Gewerbepark unterschiedlicher Ausrichtung, darunter auch Unternehmen aus der Medienbranche wie Big Image Systems, das Funkhaus Wetzlarer Straße (Radio Teddy und BB Radio) und Filmgelände der Studio Babelsberg AG.

## Sehenswürdigkeiten

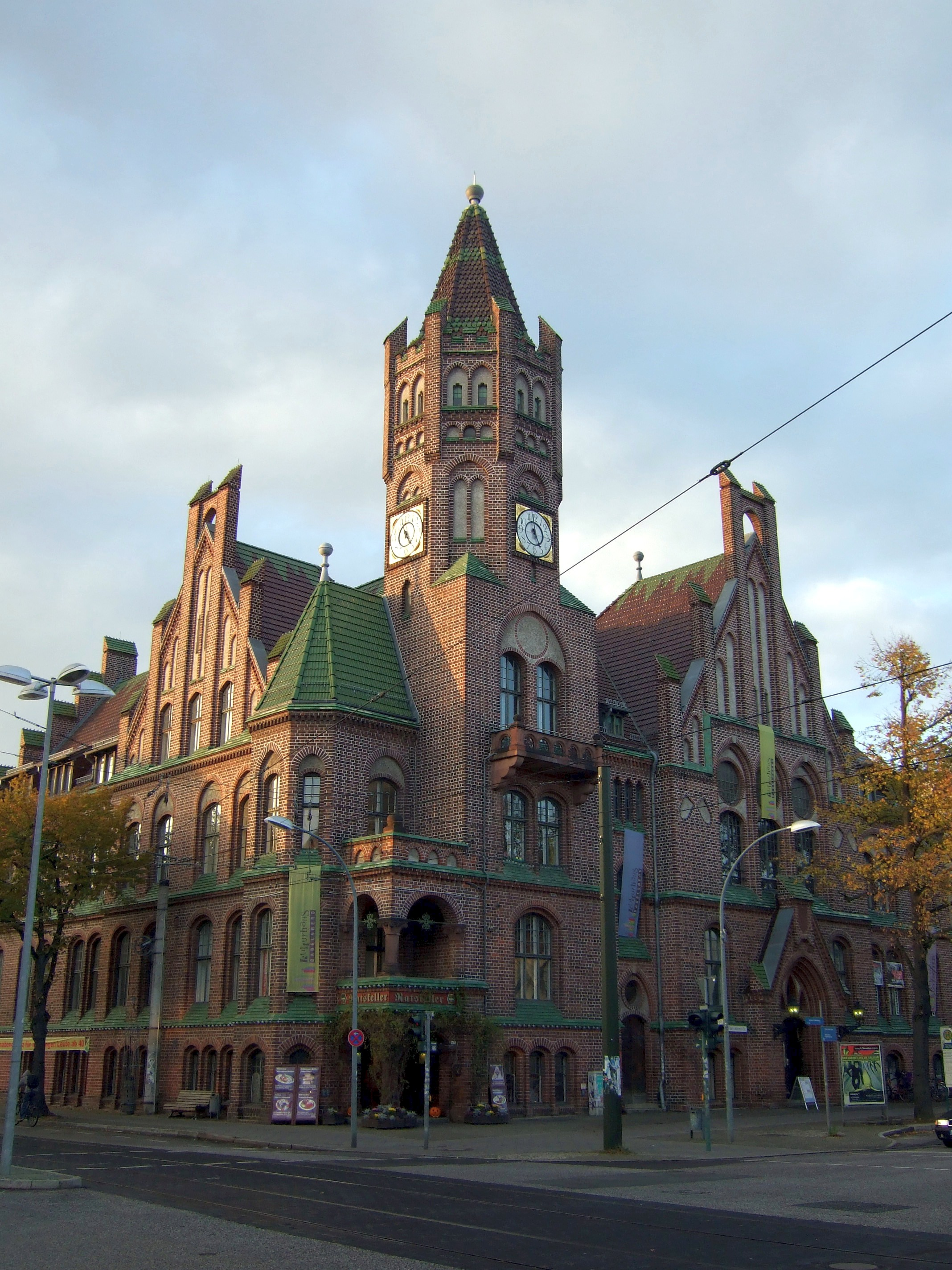
Ehemaliges Rathaus Nowawes, heutiges Kulturhaus Babelsberg

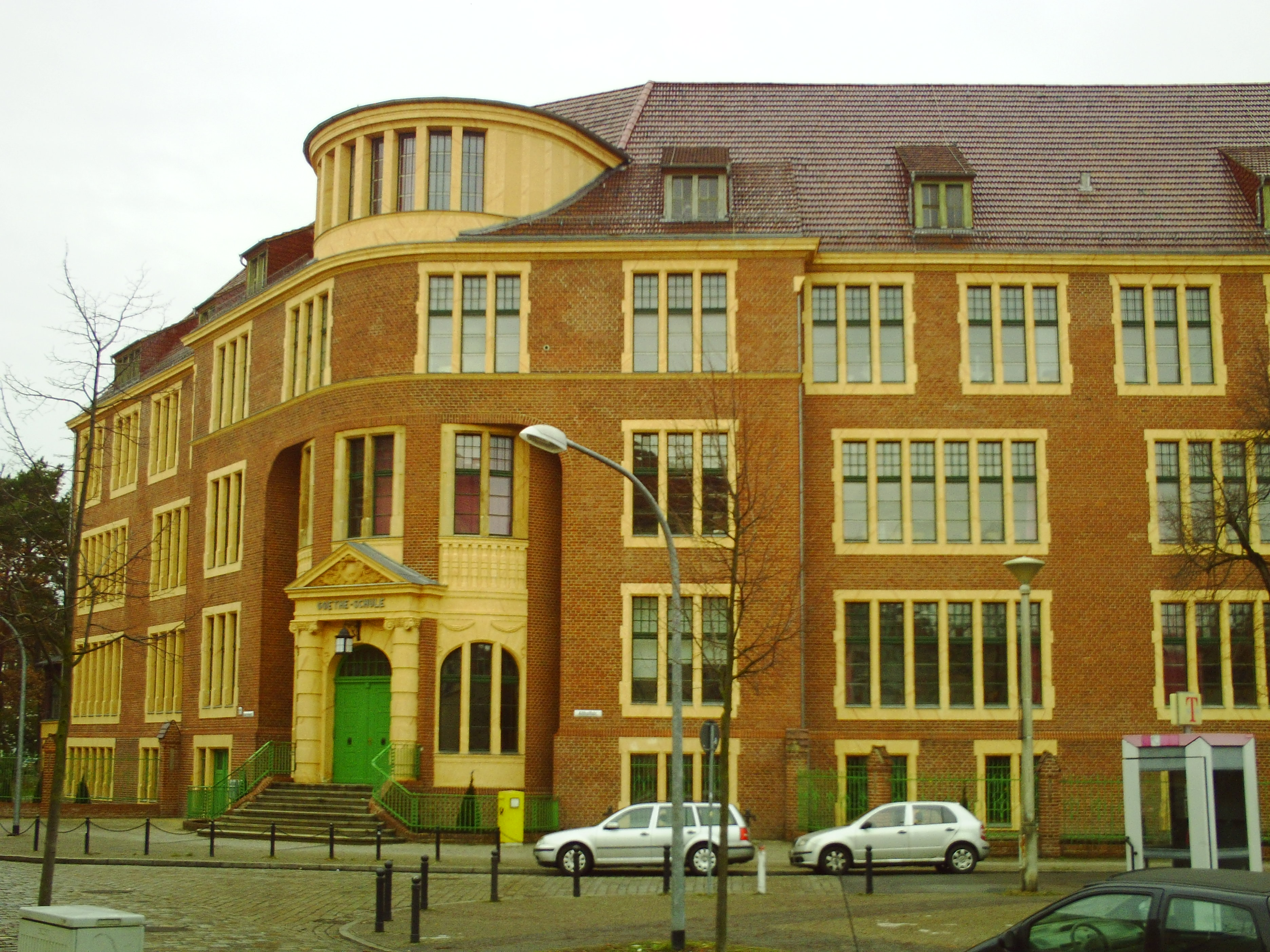
Bertha-von-Suttner-Gymnasium

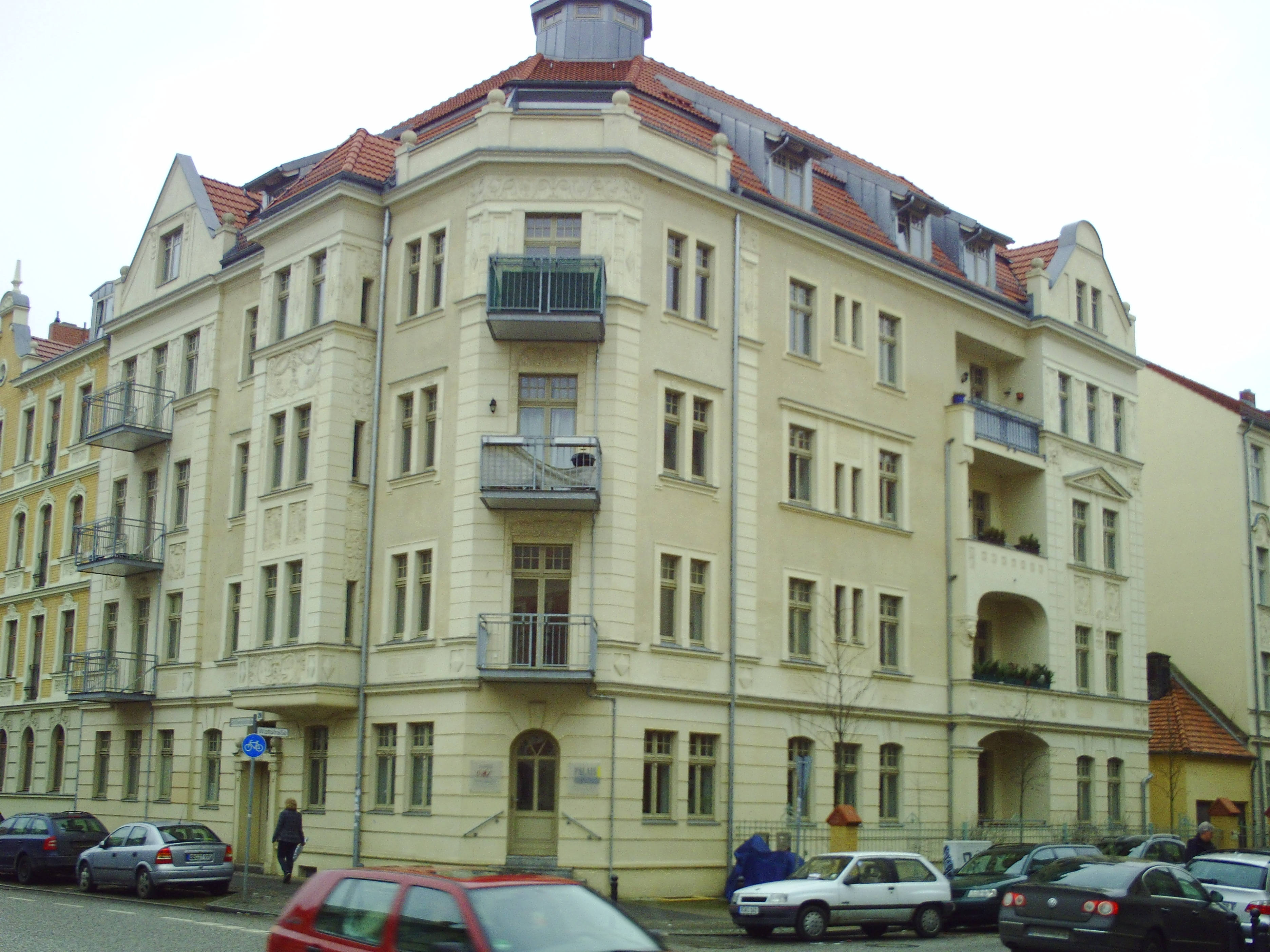
Historisches Gebäude aus der Gründerzeit mit aufwendiger Fassadengestaltung

Neben dem Schloss Babelsberg, dem Park Babelsberg und dem Flatowturm gibt es in Babelsberg eine Reihe von Sehenswürdigkeiten und eine große architektonische Vielfalt. Das 1898/1899 nach Plänen von Otto Kerwien erbaute und seitdem den Stadtteilkern prägende Nowaweser Rathaus im Stil der Backsteingotik wird seit 1956 als Kulturhaus genutzt. Ebenso auffällig ist der südlich gelegene Ziegelbau des Bertha-von-Suttner-Gymnasiums, der 1911 als Althoff-Realgymnasium errichtet wurde (während der DDR-Zeit Beethovenschule) und in seiner gesamten Form ziemlich einzigartig ist.
Im gesamten Stadtteil sind viele Gebäude aus der Gründerzeit erhalten geblieben, die alle Stile des damals dominierenden Historismus umfassen. Nach dem Ende der DDR wurden viele Lücken zwischen den Gründerzeitbauten mit teilweise postmodernen Neubauten gefüllt, die in Form und Fassadengestaltung den historischen Wohnhäusern angepasst wurden.
In ganz Babelsberg, aber besonders im Weberviertel und auf der Karl-Liebknecht-Straße, sind alte Weberhäuser zu finden. Hauptsächlich in Südbabelsberg gibt es typische Bauten der klassischen Moderne, die mittlerweile größtenteils saniert wurden.
In Neubabelsberg befinden sich bekannte Villen von den ehemals wohnhaften Persönlichkeiten wie u. a. Stalin, Churchill und Truman, der Familie Gugenheim, aber auch von Filmstars wie Marika Rökk und anderen. Des Weiteren sind Gebäude von modernen Villen, über vereinzelt stehende Fachwerkhäuser, bis hin zu Einfamilienhäusern aus der DDR-Zeit zu finden.
Neben der 1752/1753 von Johann Boumann in schlichten barocken Formen erbauten Friedrichskirche am Weberplatz entstammen drei Kirchen in Babelsberg (Alte Neuendorfer Kirche, Oberlinkirche, Kapelle Klein Glienicke) der Zeit der Neugotik. Die St.-Antonius-Kirche ist ein moderner Kirchenbau aus dem Jahre 1934; seit 1942 wird der Innenraum von der „Anbetung des Lammes“, einem monumentalen Altarmosaik des Künstlers Egbert Lammers, dominiert.
Die Alte Brauerei Potsdam wurde 2014 Denkmal des Monats.

## Medienstandort

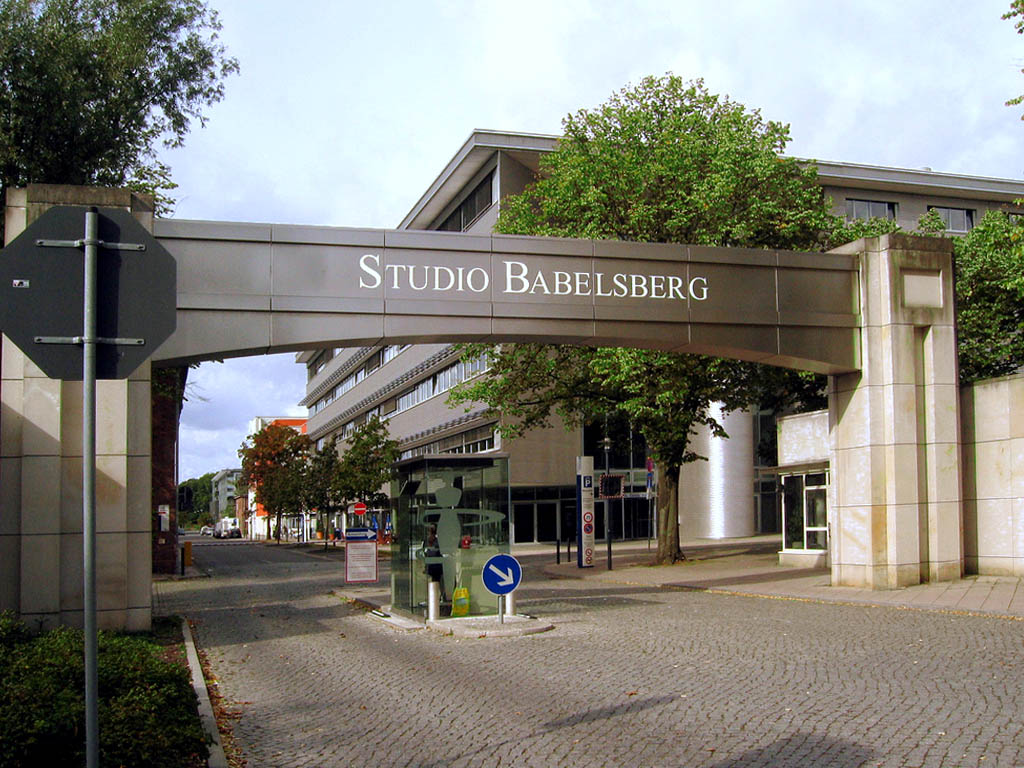
Torbogen über dem Eingang zum Studio Babelsberg

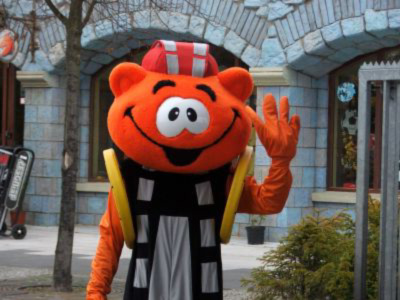
„Flimmy“, das Maskottchen des Filmpark Babelsberg

Neubabelsberg – das spätere Babelsberg – ist bereits seit den 1910er Jahren ein bekannter Filmstandort. Grundstein für das älteste Großatelier-Filmstudio der Welt wurde bereits 1911 gelegt. Zahlreiche internationale Stars arbeiteten oder lernten hier, darunter Marlene Dietrich, Alfred Hitchcock, Fritz Lang, Friedrich Wilhelm Murnau, Heinz Rühmann, Billy Wilder. Viele deutsche Filmklassiker der Ufa und internationale Koproduktionen wurden in den Babelsberger Filmstudios gedreht, darunter viele Revuefilme in den 1940er Jahren. Zahlreiche Erfindungen aus Babelsberg erhielten Einzug in die Filmwirtschaft, darunter die „entfesselte Kamera“.
Ab 1933 nutzten die Nationalsozialisten unter der Federführung des Reichsministers für Volksaufklärung und Propaganda Goebbels die Ufa-Studios für ihre Zwecke der Propaganda. Bald schon wurde der „Schirmherr des deutschen Films“ wegen seiner zahlreichen Liebschaften ironisch als „Bock von Babelsberg“ bezeichnet. Am 24. April 1945 besetzte die Rote Armee das Babelsberger Filmgelände.
Zu DDR-Zeiten übernahm die staatliche Filmgesellschaft DEFA das Studiogelände und produzierte zahlreiche Filme; Babelsberg wurde im Volksmund auch als „Honnywood“ bezeichnet (die Verknüpfung von Hollywood und Erich Honecker).
Nach der politischen Wende wurde mit enormem Investitionsaufwand die Medienstadt Babelsberg errichtet. Das nun darin unter dem Namen Studio Babelsberg bekannte Filmstudio gilt heute als das älteste Großatelier-Filmstudio der Welt und als größter Studiokomplex Europas.
In Babelsberg werden sowohl Seifenopern wie Gute Zeiten, schlechte Zeiten und hochwertige Fernsehserien wie Babylon Berlin, Dark und 1899 produziert, als auch große Kinofilme, darunter nationale Filmproduktionen wie Sonnenallee, Boxhagener Platz, Das schweigende Klassenzimmer oder Jim Knopf, und internationale Filmproduktionen wie Der Pianist, Inglourious Basterds, Operation Walküre – Das Stauffenberg-Attentat und Matrix Resurrections. Allein im Jahr 2007 entstanden hier neun Hollywood-Produktionen.
Neben dem Studio Babelsberg befindet sich auf dem 46 Hektar großen Gelände der Medienstadt Babelsberg u. a. der Hauptsitz und Produktionsstandort des Rundfunks Berlin-Brandenburg (rbb, ehemals ORB) mit mehreren Rundfunk- und Fernsehstudios, die Filmproduktionsgesellschaft UFA, das Deutsche Rundfunkarchiv (DRA), die Filmnachwuchs ausbildende Filmuniversität Babelsberg „Konrad Wolf“, das Babelsberger Filmgymnasium, der Sitz des Deutschen Filmorchester Babelsberg (DFOB), das ZDF-Landesstudio Brandenburg, sowie zahlreiche Produktionsfirmen, Agenturen und kleinere Medienunternehmen für Film, Fernsehen und digitale Medien. Insgesamt sind rund 200 Firmen in der Medienstadt Babelsberg angesiedelt.
Mit dem Filmpark Babelsberg verfügt der Stadtteil zudem über einen Vergnügungspark zum Thema Film und Fernsehen. Filminteressierte können sich neben den Fahrgeschäften die Original-Requisiten, Kulissen und Geschichten aus über 100 Jahren Film in Babelsberg ansehen, live bei der Produktion von Folgen zur Kinderfernsehserie Unser Sandmännchen und Seifenoper Gute Zeiten, schlechte Zeiten zuschauen sowie geführte Rundgänge durch das benachbarte Studiogelände miterleben.
In Babelsberg sind auch die beiden Potsdamer Filmfestspiele beheimatet, die renommierten Sehsüchte auf dem Campus der Filmuniversität und der Medienstadt sowie das Internationale Filmfest Potsdam am Babelsberger Thalia-Kino.

## Verkehr
Babelsberg besitzt drei Bahnhöfe, zwei davon liegen an der Stammbahn und werden von der S-Bahn-Linie S7 bedient: Griebnitzsee sowie Babelsberg. Der Bahnhof Griebnitzsee ist auch von Montag bis Freitag an die Regionalbahnlinien RB 20, RB 22 und RB 23 angebunden. Am Bahnhof Medienstadt Babelsberg verkehren die Züge der Regional-Express-Linie RE 7 und der Regionalbahnlinie RB 37. Babelsberg ist mit mehreren Stationen an die Straßenbahn Potsdam angebunden. Es halten die Linien 94 und 99.

## Wissenschaft
In Babelsberg befinden sich drei Standorte der Universität Potsdam, der Sitz der Filmuniversität Konrad Wolf, das Leibniz-Institut für Astrophysik Potsdam (AIP), der Standort Babelsberg des Deutschen Rundfunkarchivs (DRA), das Babelsberger Filmgymnasium, das Technologie- und Gründungszentrum (TGZ – Guido-Seeber-Haus) sowie das Erich Pommer Institut (EPI) und das Hasso-Plattner-Institut (HPI).

## Museen
- Berliner S-Bahn-Museum (Rudolf-Breitscheid-Straße 203) (1996 bis 2019, dann nach Berlin umgezogen)
- Nowaweser Weberstube (Karl-Liebknecht-Straße 23)
- Narkose-Schmerztherapie Museum (Karl-Marx-Straße 42)
- Deutsches Rundfunk-Museum (im Gebäude des Deutschen Rundfunkarchivs: Marlene-Dietrich-Allee 20)
- Schloss Babelsberg und Flatowturm (im Park Babelsberg)

## Sport

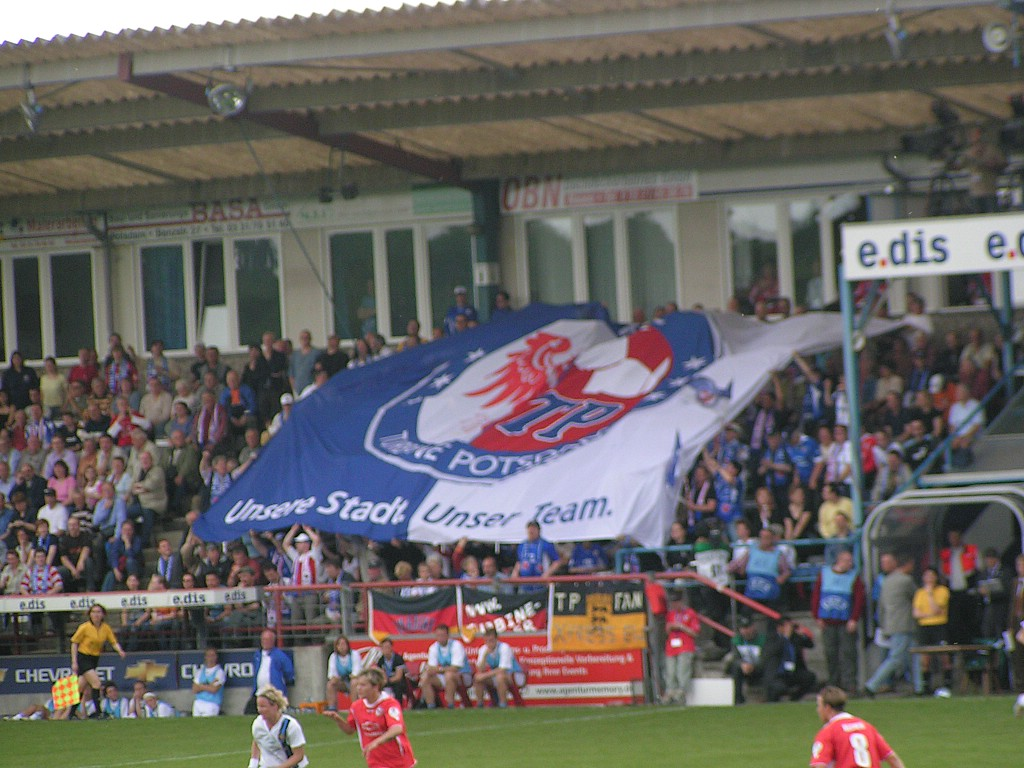
1. FFC Turbine Potsdam im Babelsberger Karl-Liebknecht-Stadion

Babelsberg ist Sitz der Fußballvereine SV Babelsberg 03, FSV Babelsberg 74 und SV Concordia Nowawes 06. Im Babelsberger Karl-Liebknecht-Stadion trägt außerdem der Frauenfußballclub 1. FFC Turbine Potsdam seine Spiele aus.

## Persönlichkeiten (die Babelsberg mitgeprägt haben)
- Egon Eiermann (1904–1970), in Neuendorf (Ortsteil von Babelsberg) geboren, Architekt
- Paul Fleischmann (1889–1965), Mitglied der Stadtverordnetenversammlung, erster Arbeitsamtsdirektor von Nowawes
- Theodor Hoppe (1846–1934), Ehrenbürger der Stadt Nowawes, Pfarrer, Vorstand des Verein Oberlinhaus
- Franz Klinder (1846–1934), Unternehmer, Mitglied der Stadtverordnetenversammlung von Nowawes
- Gustav Mauritz (1887–1965), Betriebsrat, Bürgermeister von Babelsberg (1945–1948)
- Rudolf Moos (1866–1951), Unternehmer, Begründer der Schuhmarke „Salamander“, Mitbegründer der Schuhmarke „Puma“
- Paul Neumann (1865–1923), Gemeindevertreter, Bürgermeister von Nowawes (1918–1923)
- Benno Orenstein (1851–1926), Unternehmer, Geheimer Kommerzienrat
- Adolf Pitsch (1851–1904), Unternehmer, AG Adolf Pitsch
- Walter Rosenthal (1882–1945), Syndikus und Oberbürgermeister von Nowawes (1923–1933)
- Jacques Russ (1867–1930), Unternehmer, Stadt- und Gemeindevertreter, Mitbegründer der Schuhmarke „Puma“
- Bettina Schlauraff (* 1973), evangelische Theologin
- Ernst Winkelmann (1859–1937), Amtsvorsteher, Erster Bürgermeister von Nowawes (1897–1918)

## Sonstiges

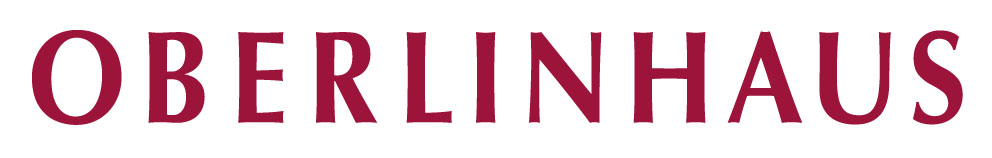
Logo Verein Oberlinhaus

In Potsdam-Babelsberg befindet sich das Oberlinhaus, ein eigenständiges diakonisches Dienstleistungsunternehmen mit Betreuungs- und Bildungsangeboten sowie Einrichtungen zur schulischen, beruflichen, medizinischen und sozialen Rehabilitation.